# The Kid Is All Right
«The Kid Is All Right» (укр. «Дитина повністю права») — шоста серія двадцять п'ятого сезону мультсеріалу «Сімпсони», прем'єра якої відбулась 24 листопада 2013 року у США на телеканалі «Fox».

## Сюжет
Ліса подружилась з новою ученицею Ізабель Гутьєррес. Вона в захваті від нової подруги і домовляється зробити спільну доповідь про Франкліна Рузвельта. Однак, на презентації Ізабель виступає із протилежними Лісі тезами. Ізабель заявляє Лісі, що вона республіканка (тоді як Ліса — лібералка).
Після розмови з батьками, дівчата вирішують відкинути політичні погляди, бо «їм лише по 8 років». У цей час за Ізабель стежить Республіканська партія Спрінґфілда. Вони в захваті від неї («молода, енергійна, латиноамериканка») і хочуть використати її для вербування партії. Однак при зустрічі віч-на-віч Ізабель відмовляється від підтримки на шкільних виборах президента класу. Однак, Республіканська партія вирішує підтриамти Ізабель навіть без її відома.
Ліса злиться на Ізабель, коли у школі бачить надмірну підтримку з боку партії. З допомогою Барта вона посилено готується до попередніх дебатів використовуючи різні методи боротьби. Коли Барт дістає відео-компромат на Ізабель, Ліса розуміє, що зайшла надто далеко.
На класних дебатів Ліса щиро говорить зібраним учням про віру і любов до своїх переконань і вона пишається тим, що є лібералкою. На заключних дебатах дівчата відмовляються від політики і заради дружби їм начхати, хто переможе.
В результаті вибори виграє Ізабель. Згодом Ліса надзвичайно підбадьорена результатами екзит-полу, наданого Мілгаусом. Виявляється, що 53 % учнів погоджуються з її поглядами — їм не подобається Ліса, але вони проголосували б за когось іншого, хто поділяє ліберальні ідеї.
У фінальній сцені під час президентських виборів у США 2056 року Ліса й Ізабель знову виступають конкурентками. За цим по телевізору спостерігає літній Гомер з Гомером-саксофоном з Музиковіля. Обоє пишаються за свою доньку.

## Виробництво
Заставка серії містить 40 різних музичних фрагментів, записувались на трьох різних сеансах. Мелодії сключають у себе 30-секундні уривки Моцарта («Симфонія № 28») та Гріга, 15-секундні відрізки джазової музики, створені Альфом Клаузеном, та односекундні фрагменти духових, волинки, барабана, акордеона, дзвоників та інших музичних звуків.

## Цікаві факти і культурні відсилання
- Назва заставки «Silly Simpsony» (укр. «Смішна Сімпсонія») є відсиланням до музичного мультсеріалу Disney «Silly Symphonies» (укр. «Кумедні симфонії Сімпсонія»). Водночас сама заставка є пародією на короткометражку 1935 року «Music Land» (укр. «Музична країна») з цього мультсеріалу[2].

## Ставлення критиків і глядачів
Під час прем'єри серію переглянули 6,78 млн осіб з рейтингом 3.0, що зробило її найпопулярнішим шоу на каналі «Fox» тієї ночі.
Денніс Перкінс з «The A.V. Club» дав серії оцінку B- сказавши:
|  | Якщо в серії є більший недолік, то це просто те, що [серія] не дуже смішна. Протягом більшої частини епізод здається змістовним, щоб дозволити Лісі вивчити (і викласти) урок від простої старої порядної Ліси Сімпсон, і я дивно з цим погодився…Виділення перерви з прискореного спуску в кепську кепкуватість, щоб зайнятися більше розповідями на основі персонажів, — не обов’язково погано для «Сімпсонів». |

Він також похвалив щирість Ліси завдяки виконанню Ярдлі Сміт, однак, водночас, заявив, що запрошена зірка в ролі Ізабель Єва Лонгорія не внесла нічого особливого.
Тоні Сокол з «Den of Geek» дав серії три з половиною з п'яти зірок, високо оцінивши концепцію серії — обговорення дискусії «Демократи проти республіканців» у справедливому світлі та отримавши задоволення від короткого повернення містера Берґстрома.
Згідно з голосуванням на сайті The NoHomers Club більшість фанатів оцінили серію на 3/5 із середньою оцінкою 2,58/5.